# Albi di Lazarus Ledd
Quello che segue è l'elenco degli albi di Lazarus Ledd ordinati per data di pubblicazione.
Negli anni il formato degli albi è rimasto costante (passando tuttavia dalla mensilità alla bimestralità nel marzo 2005).
| Indice 1992 1993 1994 1995 1996 1997 1998 1999 2000 2001 2002 2003 2004 2005 2006 2017 |

## 1992
| Nr. | Titolo              | Data di pubblicazione | Soggetto   | Sceneggiatura | Disegni           | Copertina          | Ristampa                                                  |
| --- | ------------------- | --------------------- | ---------- | ------------- | ----------------- | ------------------ | --------------------------------------------------------- |
| 0   | La fine della corsa | Ottobre 1992          | Ade Capone | Ade Capone    | Salvatore Velluto | Giancarlo Olivares | Ristampa albetto n. 0 + LL Extra 20 + LL Edizioni IF n. 1 |

## 1993
| Nr. | Titolo                 | Data di pubblicazione | Soggetto   | Sceneggiatura | Disegni                           | Copertina          | Ristampa            |
| --- | ---------------------- | --------------------- | ---------- | ------------- | --------------------------------- | ------------------ | ------------------- |
| 1   | Doppia identità        | Luglio 1993           | Ade Capone | Ade Capone    | Giancarlo Olivares                | Giancarlo Olivares | LL Edizioni IF n. 1 |
| 2   | Hellraisers            | Agosto 1993           | Ade Capone | Ade Capone    | Giancarlo Olivares                | Giancarlo Olivares | LL Edizioni IF n. 1 |
| 3   | Bagliori da una stella | Settembre 1993        | Ade Capone | Ade Capone    | Emanuele Barison - Giulio De Vita | Giancarlo Olivares | LL Edizioni IF n. 2 |
| 4   | Axis                   | Ottobre 1993          | Ade Capone | Ade Capone    | Stefano Raffaele                  | Giancarlo Olivares | LL Edizioni IF n. 2 |
| 5   | Gli occhi del gatto    | Novembre 1993         | Ade Capone | Ade Capone    | Alberto Gennari                   | Giancarlo Olivares | LL Edizioni IF n. 3 |
| 6   | La luna del cacciatore | Dicembre 1993         | Ade Capone | Ade Capone    | Giulio De Vita                    | Giancarlo Olivares | LL Edizioni IF n. 3 |

## 1994
| Nr. | Titolo                   | Data di pubblicazione | Soggetto       | Sceneggiatura  | Disegni             | Copertina          | Ristampa            |
| --- | ------------------------ | --------------------- | -------------- | -------------- | ------------------- | ------------------ | ------------------- |
| 7   | La città brucia          | Gennaio 1994          | Ade Capone     | Ade Capone     | Paolo Bisi          | Giancarlo Olivares | LL Edizioni IF n. 4 |
| 8   | Betsy Blues              | Febbraio 1994         | Ade Capone     | Ade Capone     | Sergio Anelli       | Giancarlo Olivares | LL Edizioni IF n. 4 |
| 9   | Fratelli in armi         | Marzo 1994            | Ade Capone     | Ade Capone     | Fabio Pezzi         | Giancarlo Olivares | LL Edizioni IF n. 5 |
| 10  | Fino alla fine del mondo | Aprile 1994           | Ade Capone     | Ade Capone     | Fabio Bartolini     | Giancarlo Olivares | LL Edizioni IF n. 5 |
| 11  | Operazione Goliath       | Maggio 1994           | Stefano Vietti | Stefano Vietti | Mario Rossi (Majo)  | Giancarlo Olivares | LL Edizioni IF n. 6 |
| 12  | Independence day         | Giugno 1994           | Ade Capone     | Ade Capone     | Alberto Gennari     | Stefano Raffaele   | LL Edizioni IF n. 6 |
| 13  | Figli dell'ottavo giorno | Luglio 1994           | Ade Capone     | Ade Capone     | Giancarlo Olivares  | Stefano Raffaele   |                     |
| 14  | Metallika                | Agosto 1994           | Ade Capone     | Ade Capone     | Emanuele Barison    | Stefano Raffaele   |                     |
| 15  | Subway                   | Settembre 1994        | Ade Capone     | Ade Capone     | Gigi Simeoni (Sime) | Stefano Raffaele   |                     |
| 16  | L'onore e la spada       | Ottobre 1994          | Ade Capone     | Ade Capone     | Alessandro Bocci    | Stefano Raffaele   |                     |
| 17  | Coney Island Baby        | Novembre 1994         | Ade Capone     | Ade Capone     | Giuseppe D'Elia     | Stefano Raffaele   |                     |
| 18  | Doni di Natale           | Dicembre 1994         | Ade Capone     | Ade Capone     | Fabio Bartolini     | Alessandro Bocci   |                     |

## 1995
| Nr. | Titolo                     | Data di pubblicazione | Soggetto           | Sceneggiatura      | Disegni                                | Copertina        |
| --- | -------------------------- | --------------------- | ------------------ | ------------------ | -------------------------------------- | ---------------- |
| 19  | La scacchiera              | Gennaio 1995          | Marcello Toninelli | Marcello Toninelli | Alfredo Orlandi                        | Alessandro Bocci |
| 20  | L'anima del campione       | Febbraio 1995         | Ade Capone         | Ade Capone         | Sergio Anelli                          | Alessandro Bocci |
| 21  | Codice d'onore             | Marzo 1995            | Giovanni Barbieri  | Giovanni Barbieri  | Stefano Natali                         | Alessandro Bocci |
| 22  | Faccia a faccia            | Aprile 1995           | Ade Capone         | Ade Capone         | Alessandro Bocci                       | Alessandro Bocci |
| 23  | Il giorno dei delfini      | Maggio 1995           | Ade Capone         | Ade Capone         | Alberto Gennari                        | Alessandro Bocci |
| 24  | Per la vita o per la morte | Giugno 1995           | Ade Capone         | Ade Capone         | Alfredo Orlandi                        | Alessandro Bocci |
| 25  | L'albero di Joshua         | Luglio 1995           | Ade Capone         | Ade Capone         | Paolo Bisi                             | Alessandro Bocci |
| 26  | L'altra metà del cielo     | Agosto 1995           | Ade Capone         | Ade Capone         | Andrea Bianchi Carnevale               | Alessandro Bocci |
| 27  | Game Town                  | Settembre 1995        | Ade Capone         | Ade Capone         | Fabio Bartolini                        | Alessandro Bocci |
| 28  | Energia Alfa               | Ottobre 1995          | Ade Capone         | Ade Capone         | Alessandro Bocci                       | Alessandro Bocci |
| 29  | Wasteland                  | Novembre 1995         | Giovanni Barbieri  | Giovanni Barbieri  | Giampietro Costa                       | Alessandro Bocci |
| 30  | Prigioniero del tempo      | Dicembre 1995         | Ade Capone         | Ade Capone         | Alfredo Orlandi - Alessandro Nespolino | Alessandro Bocci |

## 1996
| Nr. | Titolo                 | Data di pubblicazione | Soggetto        | Sceneggiatura   | Disegni                             | Copertina        |
| --- | ---------------------- | --------------------- | --------------- | --------------- | ----------------------------------- | ---------------- |
| 31  | Avventura in Sicilia   | Gennaio 1996          | Ade Capone      | Ade Capone      | Sergio Anelli                       | Alessandro Bocci |
| 32  | Gyjex delle ombre      | Febbraio 1996         | Stefano Vietti  | Stefano Vietti  | Andrea "Red" Mutti - Giulio De Vita | Alessandro Bocci |
| 33  | PSI-Agency             | Marzo 1996            | Ade Capone      | Ade Capone      | Alfredo Orlandi                     | Alessandro Bocci |
| 34  | Progetto Legba         | Aprile 1996           | Marco Abate     | Marco Abate     | Fabio Bartolini                     | Alessandro Bocci |
| 35  | Echi dal passato       | Maggio 1996           | Ade Capone      | Ade Capone      | Andrea Bianchi Carnevale            | Alessandro Bocci |
| 36  | Una sporca faccenda    | Giugno 1996           | Ade Capone      | Ade Capone      | Massimo Gamberi - Jacopo Brandi     | Alessandro Bocci |
| 37  | L'ombra del male       | Luglio 1996           | Ade Capone      | Ade Capone      | Stefano Natali                      | Alessandro Bocci |
| 38  | La foresta dei misteri | Agosto 1996           | Ade Capone      | Ade Capone      | Alessandro Bocci                    | Alessandro Bocci |
| 39  | Scontro finale         | Settembre 1996        | Ade Capone      | Ade Capone      | Alessandro Bocci                    | Alessandro Bocci |
| 40  | Eroi                   | Ottobre 1996          | Ade Capone      | Ade Capone      | Alfredo Orlandi                     | Alessandro Bocci |
| 41  | Caccia al tesoro       | Novembre 1996         | Gianni Barbieri | Gianni Barbieri | Armando Rossi                       | Alessandro Bocci |
| 42  | Il segno del serpente  | Dicembre 1996         | Ade Capone      | Ade Capone      | Fabio Bartolini                     | Alessandro Bocci |

## 1997
| Nr. | Titolo                   | Data di pubblicazione | Soggetto                    | Sceneggiatura | Disegni                  | Copertina        |
| --- | ------------------------ | --------------------- | --------------------------- | ------------- | ------------------------ | ---------------- |
| 43  | Milano rosso sangue      | Gennaio 1997          | Ade Capone                  | Ade Capone    | Andrea Bianchi Carnevale | Alessandro Bocci |
| 44  | Caccia alla volpe        | Febbraio 1997         | Stefano Vietti e Ade Capone | Ade Capone    | Massimiliano Avogadro    | Alessandro Bocci |
| 45  | La donna di cuori        | Marzo 1997            | Ade Capone                  | Ade Capone    | Massimo Gamberi          | Alessandro Bocci |
| 46  | Terrore in fondo al mare | Aprile 1997           | Ade Capone                  | Ade Capone    | Alfredo Orlandi          | Alessandro Bocci |
| 47  | Il seme della violenza   | Maggio 1997           | Ade Capone                  | Ade Capone    | Sergio Anelli            | Alessandro Bocci |
| 48  | Il risveglio del cobra   | Giugno 1997           | Ade Capone                  | Ade Capone    | Alessandro Bocci         | Alessandro Bocci |
| 49  | Il cerchio si stringe    | Luglio 1997           | Ade Capone                  | Ade Capone    | Fabio Bartolini          | Alessandro Bocci |
| 50  | Missione Impossibile     | Agosto 1997           | Ade Capone                  | Ade Capone    | Alessandro Bocci         | Alessandro Bocci |
| 51  | Glory                    | Settembre 1997        | Ade Capone                  | Ade Capone    | Alfredo Orlandi          | Alessandro Bocci |
| 52  | Tra le ombre di Madrid   | Ottobre 1997          | Marco Abate                 | Marco Abate   | Giampietro Costa         | Alessandro Bocci |
| 53  | Morte ad alta tensione   | Novembre 1997         | Ade Capone                  | Ade Capone    | Massimiliano Avogadro    | Alessandro Bocci |
| 54  | Il veleno di Biancaneve  | Dicembre 1997         | Ade Capone                  | Ade Capone    | Sergio Anelli            | Alessandro Bocci |

## 1998
| Nr. | Titolo                             | Data di pubblicazione | Soggetto                 | Sceneggiatura            | Disegni                              | Copertina        |
| --- | ---------------------------------- | --------------------- | ------------------------ | ------------------------ | ------------------------------------ | ---------------- |
| 55  | Sangue dalla Luna                  | Gennaio 1998          | Ade Capone               | Ade Capone               | Alfredo Orlandi                      | Alessandro Bocci |
| 56  | Battesimo di fuoco                 | Febbraio 1998         | Ade Capone               | Ade Capone               | Fabio Bartolini                      | Alessandro Bocci |
| 57  | Di donne, cavalier, gatte ed amori | Marzo 1998            | Ade Capone               | Ade Capone               | Andrea Bianchi Carnevale             | Alessandro Bocci |
| 58  | L'inferno di pietra                | Aprile 1998           | Ade Capone               | Ade Capone               | Fabio D'Agata                        | Alessandro Bocci |
| 59  | L'uomo tatuato                     | Maggio 1998           | Ade Capone               | Ade Capone               | Massimiliano Avogadro                | Alessandro Bocci |
| 60  | L'armatura nera                    | Giugno 1998           | Gianni Barbieri          | Gianni Barbieri          | Giuseppe Di Bernardo - Jacopo Brandi | Alessandro Bocci |
| 61  | Il segreto di Iron                 | Luglio 1998           | Ade Capone               | Ade Capone               | Valentino Forlini - Andrea Da Rold   | Alessandro Bocci |
| 62  | Le vie dei canti                   | Agosto 1998           | Ade Capone               | Ade Capone               | Alfredo Orlandi                      | Alessandro Bocci |
| 63  | Una semplice storia d'amore        | Settembre 1998        | Ade Capone               | Ade Capone               | Alessio Fortunato                    | Alessandro Bocci |
| 64  | Tokio blues                        | Ottobre 1998          | Massimiliano De Giovanni | Massimiliano De Giovanni | Giampietro Costa                     | Alessandro Bocci |
| 65  | Mutazione elettronica              | Novembre 1998         | Ade Capone               | Ade Capone               | Andrea Bianchi Carnevale             | Alessandro Bocci |
| 66  | Gli dei del deserto                | Dicembre 1998         | Giovanni Barbieri        | Ade Capone               | Stefano Natali                       | Alessandro Bocci |

## 1999
| Nr. | Titolo                    | Data di pubblicazione | Soggetto          | Sceneggiatura     | Disegni               | Copertina        |
| --- | ------------------------- | --------------------- | ----------------- | ----------------- | --------------------- | ---------------- |
| 67  | Il conte di Saint Germain | Gennaio 1999          | Giovanni Barbieri | Ade Capone        | Beniamino Del Vecchio | Alessandro Bocci |
| 68  | Geometria dell'Apocalisse | Febbraio 1999         | Marco Abate       | Marco Abate       | Riccardo Bogani       | Alessandro Bocci |
| 69  | Attacco mortale           | Marzo 1999            | Ade Capone        | Ade Capone        | Alessio Fortunato     | Alessandro Bocci |
| 70  | La caccia                 | Aprile 1999           | Ade Capone        | Ade Capone        | Arturo Lozzi          | Alessandro Bocci |
| 71  | Fiamme nella notte        | Maggio 1999           | Ade Capone        | Ade Capone        | Massimiliano Avogadro | Alessandro Bocci |
| 72  | La città degli angeli     | Giugno 1999           | Ade Capone        | Ade Capone        | Valentino Forlini     | Alessandro Bocci |
| 73  | China girl                | Luglio 1999           | Giovanni Barbieri | Giovanni Barbieri | Beniamino Del Vecchio | Alessandro Bocci |
| 74  | Heartbreakers Motel       | Agosto 1999           | Ade Capone        | Ade Capone        | Alessio Fortunato     | Alessandro Bocci |
| 75  | Giochi pericolosi         | Settembre 1999        | Ade Capone        | Ade Capone        | Arturo Lozzi          | Alessandro Bocci |
| 76  | Da un gelido futuro       | Ottobre 1999          | Ade Capone        | Ade Capone        | Massimiliano Avogadro | Alessandro Bocci |
| 77  | Il signore del male       | Novembre 1999         | Ade Capone        | Ade Capone        | Valentino Forlini     | Alessandro Bocci |
| 78  | La metà oscura            | Dicembre 1999         | Ade Capone        | Ade Capone        | Alfredo Orlandi       | Alessandro Bocci |

## 2000
| Nr. | Titolo                       | Data di pubblicazione | Soggetto   | Sceneggiatura | Disegni                                 | Copertina        |
| --- | ---------------------------- | --------------------- | ---------- | ------------- | --------------------------------------- | ---------------- |
| 79  | La lunga notte               | Gennaio 2000          | Ade Capone | Ade Capone    | Beniamino Del Vecchio - Alfredo Orlandi | Alessandro Bocci |
| 80  | Il vascello fantasma         | Febbraio 2000         | Ade Capone | Ade Capone    | Arturo Lozzi                            | Alessandro Bocci |
| 81  | Un biglietto per il paradiso | Marzo 2000            | Ade Capone | Ade Capone    | Alessio Fortunato                       | Alessandro Bocci |
| 82  | La regina del Boulevard      | Aprile 2000           | Ade Capone | Ade Capone    | Massimiliano Avogadro                   | Alessandro Bocci |
| 83  | Gli ultimi fuochi            | Maggio 2000           | Ade Capone | Ade Capone    | Valentino Forlini                       | Alessandro Bocci |
| 84  | El Diablo                    | Giugno 2000           | Ade Capone | Ade Capone    | Alfredo Orlandi                         | Alessandro Bocci |
| 85  | Destini incrociati           | Luglio 2000           | Ade Capone | Ade Capone    | Arturo Lozzi                            | Alessandro Bocci |
| 86  | Libera nos a malo            | Agosto 2000           | Ade Capone | Ade Capone    | Giuseppe d'Elia                         | Alessandro Bocci |
| 87  | Heasy Riders                 | Settembre 2000        | Ade Capone | Ade Capone    | Beniamino Del Vecchio - Arturo Lozzi    | Alessandro Bocci |
| 88  | Heavy Metal                  | Ottobre 2000          | Ade Capone | Ade Capone    | Massimiliano Avogadro                   | Alessandro Bocci |
| 89  | Discesa all'inferno          | Novembre 2000         | Ade Capone | Ade Capone    | Fabio Bartolini - Alessandro Bocci      | Alessandro Bocci |
| 90  | Sulle rive del Mississippi   | Dicembre 2000         | Ade Capone | Ade Capone    | Alessio Fortunato                       | Alessandro Bocci |

## 2001
| Nr. | Titolo                    | Data di pubblicazione | Soggetto          | Sceneggiatura | Disegni                                            | Copertina        |
| --- | ------------------------- | --------------------- | ----------------- | ------------- | -------------------------------------------------- | ---------------- |
| 91  | Il mio nome è Sand        | Gennaio 2001          | Giovanni Barbieri | Marco Abate   | Beniamino Del Vecchio - Sergio Gerasi              | Alessandro Bocci |
| 92  | Il killer                 | Febbraio 2001         | Ade Capone        | Ade Capone    | Arturo Lozzi                                       | Alessandro Bocci |
| 93  | Conto alla rovescia       | Marzo 2001            | Ade Capone        | Ade Capone    | Valentino Forlini                                  | Alessandro Bocci |
| 94  | Sangue sulla neve         | Aprile 2001           | Ade Capone        | Ade Capone    | Allfredo Orlandi                                   | Alessandro Bocci |
| 95  | Amori in corso            | Maggio 2001           | Ade Capone        | Ade Capone    | Arturo Lozzi                                       | Alessandro Bocci |
| 96  | Nel braccio della morte   | Giugno 2001           | Ade Capone        | Ade Capone    | Alessio Fortunato                                  | Alessandro Bocci |
| 97  | Tra le ombre              | Luglio 2001           | Ade Capone        | Ade Capone    | Beniamino del Vecchio - Arturo Lozzi Sergio Gerasi | Alessandro Bocci |
| 98  | L'uomo dietro la maschera | Agosto 2001           | Ade Capone        | Ade Capone    | Valentino Forlini - Alfredo Orlandi                | Alessandro Bocci |
| 99  | Il ricatto                | Settembre 2001        | Ade Capone        | Ade Capone    | Alfredo Orlandi                                    | Alessandro Bocci |
| 100 | Zero zero uno             | Ottobre 2001          | Ade Capone        | Ade Capone    | Arturo Lozzi - Fabio Bartolini                     | Alessandro Bocci |
| 101 | L'epilogo                 | Novembre 2001         | Ade Capone        | Ade Capone    | Fabio Bartolini - Michele Cropera                  | Arturo Lozzi     |
| 102 | Un bambino di nome Roland | Dicembre 2001         | Ade Capone        | Ade Capone    | Alessio Fortunato                                  | Arturo Lozzi     |

## 2002
| Nr. | Titolo                             | Data di pubblicazione | Soggetto         | Sceneggiatura | Disegni                                 | Copertina    |
| --- | ---------------------------------- | --------------------- | ---------------- | ------------- | --------------------------------------- | ------------ |
| 103 | Nel fiume del tempo                | Gennaio 2002          | Ade Capone       | Ade Capone    | Valentino Forlini - Alfredo Orlandi     | Arturo Lozzi |
| 104 | Lucius l'immortale                 | Febbraio 2002         | Ade Capone       | Ade Capone    | Valentino Forlini - Alfredo Orlandi     | Arturo Lozzi |
| 105 | L'enigma John Smith                | Marzo 2002            | Ade Capone       | Ade Capone    | Arturo Lozzi                            | Arturo Lozzi |
| 106 | I giorni dell'odio                 | Aprile 2002           | Davide Cavagnero | Ade Capone    | Massimiliano Avogadro                   | Arturo Lozzi |
| 107 | Un caso impossibile                | Maggio 2002           | Ade Capone       | Ade Capone    | Sergio Gerasi                           | Arturo Lozzi |
| 108 | Cacciatori di taglie               | Giugno 2002           | Ade Capone       | Ade Capone    | Alessio Fortunato                       | Arturo Lozzi |
| 109 | Gli squadroni della morte          | Luglio 2002           | Ade Capone       | Ade Capone    | Valentino Forlini                       | Arturo Lozzi |
| 110 | I pirati del grande fiume          | Agosto 2002           | Ade Capone       | Ade Capone    | Alfredo Orlandi                         | Arturo Lozzi |
| 111 | Il giardino dei fiori insanguinati | Settembre 2002        | Ade Capone       | Ade Capone    | Massimiliano Avogadro                   | Arturo Lozzi |
| 112 | L'onore di un samurai              | Ottobre 2002          | Ade Capone       | Ade Capone    | Massimiliano Avogadro - Michele Cropera | Arturo Lozzi |
| 113 | Il processo                        | Novembre 2002         | Ade Capone       | Ade Capone    | Sergio Gerasi                           | Arturo Lozzi |
| 114 | Tra le barricate                   | Dicembre 2002         | Ade Capone       | Ade Capone    | Alessio Fortunato                       | Arturo Lozzi |

## 2003
| Nr. | Titolo                    | Data di pubblicazione | Soggetto   | Sceneggiatura   | Disegni                                 | Copertina       |
| --- | ------------------------- | --------------------- | ---------- | --------------- | --------------------------------------- | --------------- |
| 115 | Romeo and Juliet          | Gennaio 2003          | Ade Capone | Ade Capone      | Valentino Forlini                       | Arturo Lozzi    |
| 116 | Le montagne di Mazada     | Febbraio 2003         | Ade Capone | Alfredo Orlandi | Alfredo Orlandi                         | Arturo Lozzi    |
| 117 | I custodi del nulla       | Marzo 2003            | Ade Capone | Ade Capone      | Matteo Mosca - Michele Cropera          | Arturo Lozzi    |
| 118 | Dossier Ronald Gordon     | Aprile 2003           | Ade Capone | Ade Capone      | Massimiliano Avogadro                   | Arturo Lozzi    |
| 119 | Delitti nella nebbia      | Maggio 2003           | Ade Capone | Ade Capone      | Sergio Gerasi                           | Arturo Lozzi    |
| 120 | Profumo di rose           | Giugno 2003           | Ade Capone | Ade Capone      | Alessio Fortunato - Sergio Gerasi       | Arturo Lozzi    |
| 121 | Fuoco sacro               | Luglio 2003           | Ade Capone | Ade Capone      | Valentino Forlini                       | Michele Cropera |
| 122 | Antiche guerre            | Agosto 2003           | Ade Capone | Ade Capone      | Matteo Mosca - Michele Cropera          | Michele Cropera |
| 123 | Vita eterna               | Settembre 2003        | Ade Capone | Ade Capone      | Massimiliano Avogadro - Michele Cropera | Michele Cropera |
| 124 | La danza degli spiriti    | Ottobre 2003          | Ade Capone | Ade Capone      | Giuseppe D'Elia                         | Michele Cropera |
| 125 | La gatta ladra            | Novembre 2003         | Ade Capone | Ade Capone      | Sergio Gerasi                           | Michele Cropera |
| 126 | Un Natale indimenticabile | Dicembre 2003         | Ade Capone | Ade Capone      | Valentino Forlini                       | Michele Cropera |

## 2004
| Nr. | Titolo                  | Data di pubblicazione | Soggetto         | Sceneggiatura    | Disegni                                                              | Copertina       |
| --- | ----------------------- | --------------------- | ---------------- | ---------------- | -------------------------------------------------------------------- | --------------- |
| 127 | La voce delle stelle    | Gennaio 2004          | Ade Capone       | Ade Capone       | Michele Cropera                                                      | Michele Cropera |
| 128 | Guerra Santa            | Febbraio 2004         | Ade Capone       | Ade Capone       | Massimiliano Avogadro                                                | Michele Cropera |
| 129 | Il guerriero degli dei  | Marzo 2004            | Andrea Iovinelli | Andrea Iovinelli | Sergio Gerasi                                                        | Michele Cropera |
| 130 | Alto tradimento         | Aprile 2004           | Ade Capone       | Ade Capone       | Matteo Mosca - Riccardo Bogani Sergio Gerasi - Massimiliano Avogadro | Michele Cropera |
| 131 | Senza via di scampo     | Maggio 2004           | Ade Capone       | Ade Capone       | Valentino Forlini                                                    | Michele Cropera |
| 132 | Sole rosso              | Giugno 2004           | Ade Capone       | Ade Capone       | Michele Cropera                                                      | Michele Cropera |
| 133 | Il segreto della cripta | Luglio 2004           | Ade Capone       | Ade Capone       | Massimiliano Avogadro                                                | Michele Cropera |
| 134 | Guerra!                 | Agosto 2004           | Ade Capone       | Ade Capone       | Sergio Gerasi                                                        | Michele Cropera |
| 135 | Il canto del cigno      | Settembre 2004        | Ade Capone       | Ade Capone       | Dario Sansone                                                        | Michele Cropera |
| 136 | Il fiore del partigiano | Ottobre 2004          | Ade Capone       | Ade Capone       | Ivan Vitolo                                                          | Michele Cropera |
| 137 | Cuore d'Africa          | Novembre 2004         | Ade Capone       | Ade Capone       | Michele Cropera                                                      | Michele Cropera |
| 138 | Il tempo degli eroi     | Dicembre 2004         | Ade Capone       | Ade Capone       | Massimigliano Avogadro                                               | Michele Cropera |

## 2005
| Nr. | Titolo                          | Data di pubblicazione | Soggetto   | Sceneggiatura | Disegni                                       | Copertina       |
| --- | ------------------------------- | --------------------- | ---------- | ------------- | --------------------------------------------- | --------------- |
| 139 | Ultimatum a New York            | Gennaio 2005          | Ade Capone | Ade Capone    | Sergio Gerasi                                 | Michele Cropera |
| 140 | Al centro del mirino            | Febbraio 2005         | Ade Capone | Ade Capone    | Dario Sansone                                 | Michele Cropera |
| 141 | I malefici di Horkan            | Marzo 2005            | Ade Capone | Ade Capone    | Ivan Vitolo - Dario Sansone - Michele Cropera | Michele Cropera |
| 142 | La fine dell'innocenza          | Maggio 2005           | Ade Capone | Ade Capone    | Sergio Gerasi                                 | Michele Cropera |
| 143 | La faccia nascosta del paradiso | Luglio 2005           | Ade Capone | Ade Capone    | Dario Sansone                                 | Michele Cropera |
| 144 | I ribelli del Darfour           | Settembre 2005        | Ade Capone | Ade Capone    | Michele Cropera                               | Michele Cropera |
| 145 | Correndo nel vuoto              | Novembre 2005         | Ade Capone | Ade Capone    | Sergio Gerasi                                 | Michele Cropera |

## 2006
| Nr. | Titolo                  | Data di pubblicazione | Soggetto   | Sceneggiatura | Disegni | Copertina       |
| --- | ----------------------- | --------------------- | ---------- | ------------- | --- | --------------- |
| 146 | Caccia nella palude     | Gennaio 2006          | Ade Capone | Ade Capone    | Ivan Vitolo - Dario Sansone                                                                                     | Michele Cropera |
| 147 | Il cerchio della vita   | Marzo 2006            | Ade Capone | Ade Capone    | Ivan Vitolo - Dario Sansone - Matteo Mosca Ivan Cappiello - Sergio Gerasi                                       | Michele Cropera |
| 148 | Nome in codice: Genesis | Maggio 2006           | Ade Capone | Ade Capone    | Sergio Gerasi                                                                                                   | Michele Cropera |
| 149 | La furia di Errini      | Luglio 2006           | Ade Capone | Ade Capone    | Ivan Vitolo - Dario Sansone - Sergio Gerasi                                                                     | Michele Cropera |
| 150 | Sulla linea del fuoco   | Settembre 2006        | Ade Capone | Ade Capone    | Matteo Mosca - Sergio Gerasi                                                                                    | Michele Cropera |
| 151 | L'ultima battaglia      | Novembre 2006         | Ade Capone | Ade Capone    | Gennari - Orlandi - Lozzi - Bartolini - Olivares - Simeoni - Bocci - Majo - Avogadro - Mosca - Cropera - Gerasi | Michele Cropera |

## 2017
| Nr. | Titolo  | Data di pubblicazione | Soggetto   | Sceneggiatura                                 | Disegni    | Copertina        |
| --- | ------- | --------------------- | ---------- | --------------------------------------------- | ---------- | ---------------- |
| 152 | The End | Ottobre 2017          | Ade Capone | Ade Capone - Leo Ortolani - Giovanni Barbieri | Sara Guidi | Alessandro Bocci |